# Schirmhof
Schirmhof war der Name eines pfalzgräflichen Hofes im Auelgau auf dem heutigen Gebiet des Troisdorfer Stadtteils Sieglar.
Nach der Niederlage der Ezzonen gegen den Kölner Erzbischof Anno II. ging er 1066 an die Abtei St. Michael. Damit gehörte der Hof zum Bannbezirk der Abtei und hatte eine eigene Hofgerichtsbarkeit unter dem Abt. Diese Sonderstellung als Freistatt nutzen um 1700 vermehrt Flüchtlinge, wodurch der Name Schirmhof entstand. Nach der Säkularisation unter Napoleon Bonaparte 1803 wurde der Hof Eigentum des Staates.
1840 wurden die Ländereien von dem Sieglarer Bürgermeister Johann Kerb erworben, der den alten Hof abriss und einen neuen Vierkanthof erbaute. 1914 wurde der Hof an die Rheinisch-Westfälischen Sprengstoffwerke AG Troisdorf verkauft. 1961 wurde das Gelände von der Gemeinde Sieglar erworben. Diese riss alle Gebäude ab, um an deren Stelle ein neues Rathaus zu bauen (Fertigstellung 1967). Nach der kommunalen Neuordnung 1969 wurde das Rathaus von der Stadtverwaltung Troisdorf genutzt.